# Xian de Chengcheng
Le xian de Chengcheng (澄城县 ; pinyin : Chéngchéng Xiàn) est un district administratif de la province du Shaanxi en Chine. Il est placé sous la juridiction de la ville-préfecture de Weinan.

## Démographie
La population du district était de 379 555 habitants en 1999.